# 426 a. C.
El año 426 a. C. fue un año del calendario romano prejuliano. En el Imperio romano se conocía como el Año del Tribunado de Cincinato, Albino, Fuso y Coso (o menos frecuentemente, año 328 Ab urbe condita).

## Acontecimientos
- Purificación de Delos por parte de los atenienses.
- El almirante Demóstenes, fracasa al tratar de invadir la isla de Léucade y con posterioridad Etolia y debe buscar refugio en el puerto mesenio de Naupacto.
- Los espartanos son derrotados por Demóstenes cuando trataban de invadir Acarnania.
- En diciembre reaparece por tercera vez la plaga de Atenas (epidemia de fiebre tifoidea), que en el 430 a. C. había matado a un tercio de los atenienses, y en su segunda aparición en el 429 a. C. había matado a Pericles.

## Fallecimientos
- Rey Kao de Zhou

- Datos: Q233571